# Bufab
Bufab AB er en svensk handelsvirksomhed, der handler med fastners som skruer, møtrikker, søm, osv. Selskabet blev etableret i 1977 som Bult Finnveden.